# シェイク・ハシナ
- シェイク・ハシナ
- シェイフ・ハシナ
- ハシナ・ワゼド

シェイク・ハシナ・ワゼド（ベンガル語: শেখ হাসিনা ওয়াজেদ、1947年9月28日 -）は、バングラデシュの政治家。同国首相を延べ20年以上にわたって務め、国防大臣も兼任した。バングラデシュの二大政党の一つ、アワミ連盟の党首。2024年8月、退陣要求デモ激化の結果、辞任して隣国インドへ脱出した。
日本のメディアでは現在は シェイク・ハシナ の表記が一般的だが、シェイフ・ハシナ と表記される場合もあるほか、かつては ハシナ・ワゼド とする記述もよく見られた。

## 人物
同国南西部のダッカ管区ゴパルガンジュ県トゥンギパラ出身。
信仰する宗教はイスラム教スンナ派。
首相在職中は経済成長を果たす一方、ハシナによる強権化が進んだという評価もある。
ハシナは女性として、世界で最も長く務めた政府の長であった。

## 経歴

### 前半生
かつて東パキスタンだったバングラデシュのパキスタンからの独立を果たし、国父とされるムジブル・ラフマンの長女として誕生。政治活動に多忙なラフマンは育児には手をつけることはなく、幼少期のハシナは母と祖母に育てられた。父は幾度とパキスタン政府によって、刑務所に拘留されていた。ハシナは父と過ごした時間はないと語っている。
1975年に軍事クーデターで父と家族のほとんどが暗殺されたが、彼女は既にダッカ大学の学生リーダーとして著名であったものの、当時西ドイツにいて彼女と妹だけが生き残った。ハシナはジアウル・ラフマン大統領によってバングラデシュへの入国を禁じられて以降、インドで亡命生活を送ったが、1981年に帰国を果たし、アワミ連盟の党首となった。その後、1983年にフセイン・モハンマド・エルシャドがクーデターで政権を握り大統領となると、ハシナは父の設立したアワミ連盟の指導者となり、政権に対する反対運動を組織化し、じきに全国的に有名となった。このため再三軟禁されることとなった。

### 首相への就任
エルシャド大統領の軍事独裁政権が倒れたのち1991年の選挙ではライバル、カレダ・ジア率いるバングラデシュ民族主義党に敗れたが、続く1996年の議会選挙には勝利し、首相に就任した。前首相のカレダ・ジアは選挙結果への不満を露わにし、投票の不正を非難した。ジアの反応は、選挙が自由で公正であると言った世論とは対照的だった。1997年に首相として来日した際には、早稲田大学から名誉博士を贈られ、記念講演をおこなった。同年にはベンガル湾多分野技術経済協力イニシアチブへの加盟を果たしている。
しかし、2001年の議会選挙では汚職疑惑と親インド外交が批判にさらされ、再びカレダ・ジアの民族主義党に敗れ下野した。2004年ダッカ手榴弾攻撃でハシナは暗殺危機に陥ったが、免れた。しかし、側近であったアイビー・ラーマンら24人が殺害される。2018年に初公判が行われ、タリケ・ラーマンら複数の被告人に有罪判決が下される。
2007年に予定されていた次の選挙は非常事態宣言によって延期され、ハシナも恐喝容疑で捜査を受ける異例の事態となったが、結局選挙は2008年12月に実施され、アワミ連盟を軸にエルシャド派なども結集した政党連合「大連合」が圧勝、2009年1月にハシナが再度、首相に就任した。
2008年6月11日、ハシナは聴覚障害、視力低下、高血圧の持病を持っていた為、アメリカ合衆国で治療を受けた。
2012年、1971年のバングラデシュ独立戦争中にパキスタン軍と支援団体のラザカルスが犯したバングラデシュ虐殺に関与した容疑者への捜査を命じ、国際犯罪裁判所に提訴した。2013年6月27日、ハシナと他の24人のバングラデシュの大臣と治安要員に対する訴訟が、人権侵害の疑いで国際刑事裁判所（ICC）に提起された。
2014年5月には訪日し、バングラデシュの国旗について「父は日本の日の丸を参考にした。」と発言した。2016年にはダッカ・レストラン襲撃人質テロ事件やイスラム過激派によるテロも多発していた。ハシナ政権が生んだ一党優位政党制は過激派のテロ行為も多発させたと非難されている。
2021年5月、ハシナは、ダク・ババンという名前のバングラデシュ郵便局の新開設での演説を提供した。ハシナは演説でバングラデシュでのCOVID-19パンデミックに対応して郵便サービスのさらなる発展を促した。ハシナはデジタルトランスフォーメーションの継続、および生鮮食品を郵送する道を開くための郵便倉庫の冷却装置の建設も含むと語っている。2022年7月、バングラデシュ財務省はIMFに財政援助を要請した。バングラデシュ政府は、2022年のロシアによるウクライナ侵攻に対応した制裁の結果として、外貨準備高の枯渇を挙げた。
2024年6月、シェイク・ハシナはインドの首都ニューデリーを公式訪問し、その間、バングラデシュとインドは、インドにバングラデシュの領土を通って北東部の州への鉄道回廊を許可する1つを含む10の二国間協定に署名。署名のことは国の主権の問題へ発展した末にバングラデシュで国民の反発を招き、世論は「ハシナはインドに領土を譲った売国奴」と非難した。

### 首相辞任
同年8月5日、反政府デモ（2024年バングラデシュクオータ制度改革運動）の激化を受けて首相を辞任し、軍用ヘリコプターで妹とともにインドに出国、夕刻にはインドのニューデリー近郊の空軍基地に到着した。イギリスへの亡命を希望していることをインドメディアが報じた。
バングラデシュのワケル＝ウズ＝ザマン陸軍参謀長は国民向けの演説で、暫定政権樹立のためモハンマド・シャハブッディン大統領に面会すると発表した。同日にはデモ参加者数千人がハシナが居住していた首相公邸へ乱入している。長男のサジェーブ・ワゼドは、ハシナから政界に戻るつもりはないと聞かされたと語っている。同月13日、ハシナはインドに出国して以降初めて声明を発表、反政府デモに関し「凶悪な殺人と破壊行為の責任者を特定し裁判にかけるため、徹底的捜査を要求する」と表明した。一方、同日、バングラデシュ国営メディアは、デモ現場で男性が警官に殺害された事件に関与した罪で最高裁判所がハシナについて捜査を命じたと伝えている。暫定政府首席顧問のムハマド・ユヌスはインドに対しハシナの身柄引渡しを求める意向を示している。10月17日、特別法廷は、治安部隊を投入し反政府デモを暴力的に鎮圧しようとしたなどとして人道に対する罪の容疑でハシナに対する逮捕状を発付した。
2期目以降の長期政権下、ハシナ首相は、援助による大規模インフラ整備や外国資本の導入、輸出振興策を進めた。その結果、低廉な労働力もあって縫製業が輸出産業となり、国民一人当たりGDPは３倍となった。2026年には貧困国である後発開発途上国から脱する見込みとなり、経済政策が評価される一方で、縫製業中心の経済成長で雇用拡大には必ずしもつながらず、国内貧富格差問題は解消せず、高等教育を受けた層の失業率が12%（2022年）、若年層の無職率が4割ともいわれる等、ひずみも拡大、政変につながったとも言われる。
また、バングラデシュでは汚職・政治腐敗が蔓延していて、この点に関する国民の不満も大きかったとされ、ハシナは汚職追及を政敵失脚に利用することはあったものの、ハシナ政権下、与党アワミ連盟や政府関係者には甘く、相変わらず汚職ははびこっていたとされる。
2期目以降、ハシナ政権は強権化を強め、警察や軍から人員を引き抜いて作った特殊部隊である緊急行動部隊（Rapid Action Battalion：RAB）やバングラデシュ国境警備隊（Border Guards Bangladesh：BGB）等を設けた。バングラデシュでは、警察・裁判所で賄賂等の腐敗が横行、司法が十分に機能していなかったため、これらの機関による取り締まりで急速に治安が改善したと評価する声もある。一方で、寧ろこれらの機関が逮捕にあたり安易に射殺や拷問、政府抗議活動や少数民族の弾圧を行ったり、その他人権活動家・野党・ジャーナリスト等の暗殺を行ったりしたため、国際的にも人権無視との非難を受けることがたびたびであった。

## 家族
- 長男のサジェーブ・ワゼド（英語版）(1971-) は米テキサス大学アーリントン校でコンピュータエンジニアリングの学士号、ハーバード大学のケネディ・スクールにて行政学の修士号を取得。2007年にはダボスの世界経済フォーラムにて、世界の若きグローバルリーダー250人の1人に選ばれた。2014年より母であるシェイクの情報通信技術問題顧問を務めている。アワミ連盟所属[35]。

- 長女のサイマ・ワゼド（英語版）(1972-) は2023年11月1日に世界保健機関 (WHO) の南東アジア地域事務局長に無記名投票で選出されたが、サイマ以外の候補者は医師もしくは博士号保持者で、サイマの持つ博士号は祖父の名前を冠した大学から贈られた名誉博士号であると見られることから、透明性や縁故主義の疑念が生じる擁立とも指摘された[36]。

- 姪にあたるイギリス人のチューリップ・シディーク（英語版）(1982-) はバングラデシュでの汚職捜査が進むにつれてイギリス財務省経済担当政務次官から辞任するよう圧力が強まり、英首相規範顧問のローリー・マグナス（英語版）による調査の結果シディーク自身には不正行為の証拠はないことが確認されたものの、政権の阻害要因になるとして2025年1月14日に辞任を表明した[37]。

- アメリカ合衆国大統領バラク・オバマおよび夫人のミシェル・オバマらと。左端は長女のサイマ（英語版）。2009年9月23日撮影。
- インドのナーマラ・シサラマン財務大臣らと（2017年4月10日）
- 左からハシナ、エストニアの首相カヤ・カッラス、タンザニアの大統領サミア・スルフ・ハッサン大統領、スコットランド首相ニコラ・スタージョン（2021年11月2日）
- 国際開発省の会議にて（2014年）